# 第1外人騎兵連隊
第1外人騎兵連隊（だいいちがいじんきへいれんたい、1er régiment étranger de cavalerie：1er REC）は、ヴォクリューズ県オランジュに駐屯する、第6軽機甲旅団隷下のフランス陸軍の軽戦車連隊である。
兵種は機甲、伝統的区分は外人部隊である。

## 沿革
- 1921年：第1外人騎兵連隊が編成される。当時、ロシア革命による亡命者が多数外人部隊の門を叩き、その多くが同連隊に配属された。
- 1925年：シリアに派遣。
- 1927年：モロッコに移駐。
- 1940年：独軍と交戦。休戦まで抵抗を続ける。
- 1943年：チュニジアにてドイツ軍と交戦。
- 1944年：南仏プロヴァンスに上陸。
- 1946年：インドシナに派遣。第一次インドシナ戦争に参加（～1956年まで）。
- 1954年：アルジェリア戦争に参加（～1962年まで）。
- 1962年：アルジェリア戦争は終結するが、エビアン協定に基づき連隊の一部はフランス本土での駐屯が完了する1967年まで残留。
- 1967年：第14歩兵師団の隷下となる。
- 1978年：チャドに派遣される。
- 1979年：再びチャドに派遣される。
- 1983年：レバノンベイルートに派遣。
- 1990年：湾岸危機発生。フランス派遣軍として「ダゲ師団」が編制され、同師団の隷下となり「砂漠の盾作戦」に参加。
- 1991年：「砂漠の嵐作戦」開始。連隊は多国籍軍の最左翼として進撃、サルマン空軍基地を占領する。
- 1992年：カンボジア内戦終結に伴う国連カンボジア暫定統治機構（UNTAC）の一員として参加（～1993年まで）。
- 1993年：ボスニア・ヘルツェゴビナサラエヴォに派遣。平行してジブチ、チャド及びマヨットにも派遣。
- 1997年：コンゴ共和国ブラザヴィルにおいて欧州人の避難作戦に従事。
- 1999年：マケドニア共和国に派遣、その後引き続いてコソボにも派遣。
- 2013年：マリ共和国に派遣。詳細はセルヴァル作戦、ディアバリーの戦いを参照のこと。

## 最新の部隊編成
- 連隊本部
- 本部管理中隊
- 第1中隊 - AMX-10RC
- 第2中隊 - AMX-10RC
- 第3中隊 - AMX-10RC
- 第4中隊 - AMX-10RC
- 偵察中隊
- 管理支援中隊（武器・車両・通信の整備など）

### 定員
- 連隊の人員構成は、約1,000名からなる。
- AMX 10 RCを48両、約200台の車両を装備する。

## 主要装備

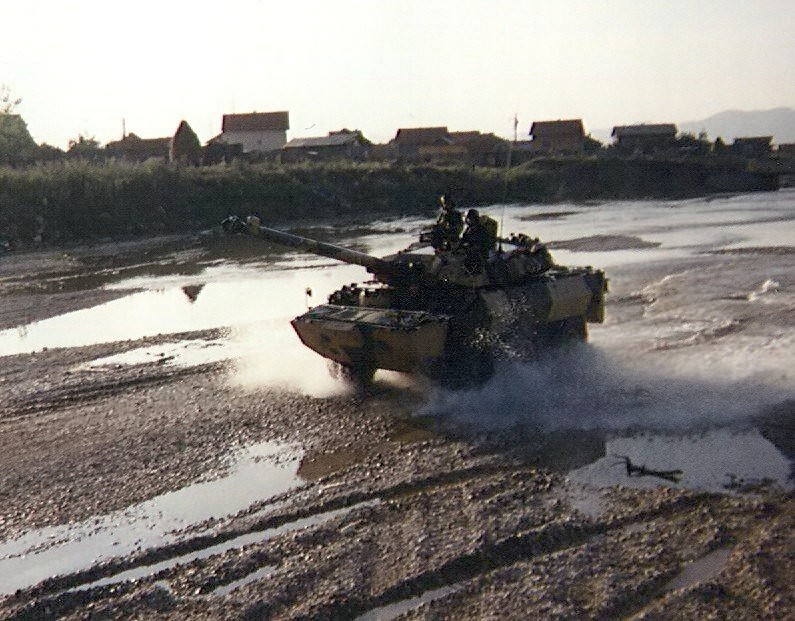
AMX-10 RC

- GIAT BM92-G1
- FA-MAS
- FR-F2
- AAT-F1
- AA-52
- 12.7mm重機関銃
- ERYX
- ミラン
- HOT
- AMX-10RC
- VAB
- VAL
- P4
- TRM 2000
- TRM 10000
- GBC 180